# Domenico Tedesco
Domenico Tedesco (Rossano, 12 settembre 1985) è un allenatore di calcio italiano con cittadinanza tedesca.
Da allenatore ha conquistato la Coppa di Germania 2021-2022 alla guida del RB Lipsia.

## Biografia
Nato a Rossano, ha vissuto la sua adolescenza a Bocchigliero, paese d'origine dei suoi genitori. Successivamente, per motivi economici, si è trasferito con la sua famiglia ad Aichwald, in Germania. Dopo aver ottenuto una laurea in ingegneria gestionale e un master in gestione dell'innovazione, completa il corso per allenatori della Federazione calcistica tedesca, risultando il miglior studente. Ex impiegato presso la Mercedes-Benz, è sposato e ha una figlia.

## Carriera

### Allenatore

#### Gli inizi
Dopo aver svolto la sua carriera di calciatore con la maglia dell'ASV Aichwald, nel gennaio del 2008 inizia ad allenare, parallelamente al ruolo di giocatore, la formazione giovanile del club. Dopo sei mesi viene ingaggiato per lo stesso ruolo dallo Stoccarda, restandovi per sette anni. Laureatosi in ingegneria industriale, nel 2013 lascia un contratto a tempo indeterminato da ingegnere alla Daimler, azienda che costruisce le Mercedes, per continuare ad allenare.
Dal 2015 al 2017, invece, è allenatore delle giovanili dell'Hoffenheim.
L'8 marzo 2017 viene assunto come tecnico dall'Erzgebirge Aue, in 2. Bundesliga, che era a un passo dalla retrocessione. Con Tedesco in panchina, la squadra comincia a collezionare una serie di risultati positivi, che le permettono di raggiungere il 14º posto in classifica e la conseguente salvezza.

#### Schalke 04
Il 9 giugno 2017 lo Schalke 04, club di Bundesliga, comunica di aver ingaggiato Tedesco come allenatore per la stagione successiva. In campionato riesce ad arrivare secondo con 63 punti, 21 in meno del Bayern Monaco, mentre in Coppa di Germania viene eliminato in semifinale dall'Eintracht Francoforte, poi vincitore. 
Nella stagione 2018-2019 Tedesco debutta in UEFA Champions League pareggiando per 1-1 con il Porto, mentre la prima vittoria arriva alla seconda giornata contro il Lokomotiv Mosca (0-1). La squadra, dopo aver superato il girone come seconda a 5 punti dai portoghesi, viene eliminata agli ottavi di finale dal Manchester City con un netto 7-0 nella gara di ritorno, dopo la sconfitta per 2-3 subita all'andata. Il 14 marzo 2019 viene esonerato e sostituito da Huub Stevens, con la squadra al quattordicesimo posto in Bundesliga e ai quarti di finale di Coppa di Germania.

#### Spartak Mosca
Il 14 ottobre 2019 subentra sulla panchina dello Spartak Mosca, decimo in Prem'er-Liga dopo dodici giornate, chiudendo al settimo posto. Nella stagione 2020-2021 raggiunge il secondo posto, ma sceglie di non rinnovare il contratto in scadenza nel giugno 2021 come già annunciato nel precedente mese di dicembre.

#### RB Lipsia
Il 9 dicembre 2021 subentra alla guida del RB Lipsia, al posto dell'esonerato Jesse Marsch. Due giorni dopo debutta sulla panchina dei Tori rossi battendo il Borussia M'gladbach per 4-1. Conclude il campionato al 4º posto mentre, in UEFA Europa League, viene eliminato in semifinale dai Rangers (3-2 tra andata e ritorno). Il 21 maggio 2022 vince la Coppa di Germania ai rigori contro il Friburgo (4-2), dopo che i tempi regolamentari erano finiti sul risultato di 1-1; tale trofeo, oltre ad essere il primo in carriera per l'allenatore italo-tedesco, è anche il primo nella storia del club.
Il 7 settembre 2022, a seguito di un difficoltoso inizio di stagione, viene esonerato.

#### Nazionale belga
L'8 febbraio 2023 assume il ruolo di commissario tecnico della nazionale belga, con cui firma un contratto valido fino al termine del campionato europeo 2024. Nel marzo del 2024, dopo aver ottenuto la qualificazione alla competizione europea, prolunga il proprio contratto fino al 2026.
Agli Europei 2024 la squadra supera con fatica il girone, per poi venire eliminata agli ottavi dalla Francia (1-0).
Il 17 gennaio 2025, a seguito di una Nations League negativa e di tensioni interne allo spogliatoio coi veterani della nazionale, viene esonerato.

## Statistiche

### Statistiche da allenatore

#### Club
Statistiche aggiornate al 7 settembre 2022. In grassetto le competizioni vinte.
| Stagione             | Squadra              | Campionato           | Campionato | Campionato | Campionato | Campionato | Coppe nazionali | Coppe nazionali | Coppe nazionali | Coppe nazionali | Coppe nazionali | Coppe continentali | Coppe continentali | Coppe continentali | Coppe continentali | Coppe continentali | Altre coppe | Altre coppe | Altre coppe | Altre coppe | Altre coppe | Totale | Totale | Totale | Totale | % Vittorie | Piazzamento |
| Stagione             | Squadra              | Comp                 | G          | V          | N          | P          | Comp            | G               | V               | N               | P               | Comp               | G                  | V                  | N                  | P                  | Comp        | G           | V           | N           | P           | G      | V      | N      | P      | %          | Piazzamento |
| -------------------- | -------------------- | -------------------- | ---------- | ---------- | ---------- | ---------- | --------------- | --------------- | --------------- | --------------- | --------------- | ------------------ | ------------------ | ------------------ | ------------------ | ------------------ | ----------- | ----------- | ----------- | ----------- | ----------- | ------ | ------ | ------ | ------ | ---------- | ----------- |
| mar.-giu. 2017       | Erzgebirge Aue       | 2.BL                 | 11         | 6          | 2          | 3          | CG              | -               | -               | -               | -               | -                  | -                  | -                  | -                  | -                  | -           | -           | -           | -           | -           | 11     | 6      | 2      | 3      | 54,55      | Sub. 14º    |
| 2017-2018            | Schalke 04           | BL                   | 34         | 18         | 9          | 7          | CG              | 5               | 4               | 0               | 1               | -                  | -                  | -                  | -                  | -                  | -           | -           | -           | -           | -           | 39     | 22     | 9      | 8      | 56,41      | 2º          |
| 2018-mar. 2019       | Schalke 04           | BL                   | 25         | 6          | 5          | 14         | CG              | 3               | 2               | 1               | 0               | UCL                | 8                  | 3                  | 2                  | 3                  | -           | -           | -           | -           | -           | 36     | 11     | 8      | 17     | 30,56      | Eson.       |
| Totale Schalke 04    | Totale Schalke 04    | Totale Schalke 04    | 59         | 24         | 14         | 21         |                 | 8               | 6               | 1               | 1               |                    | 8                  | 3                  | 2                  | 3                  |             | -           | -           | -           | -           | 75     | 33     | 17     | 25     | 44,00      |             |
| ott. 2019-2020       | Spartak Mosca        | PL                   | 18         | 7          | 4          | 7          | KR              | 3               | 2               | 0               | 1               | UEL                | -                  | -                  | -                  | -                  | -           | -           | -           | -           | -           | 21     | 9      | 4      | 8      | 42,86      | Sub. 7º     |
| 2020-2021            | Spartak Mosca        | PL                   | 30         | 17         | 6          | 7          | KR              | 3               | 1               | 0               | 2               | -                  | -                  | -                  | -                  | -                  | -           | -           | -           | -           | -           | 33     | 18     | 6      | 9      | 54,55      | 2º          |
| Totale Spartak Mosca | Totale Spartak Mosca | Totale Spartak Mosca | 48         | 24         | 10         | 14         |                 | 6               | 3               | 0               | 3               |                    | -                  | -                  | -                  | -                  |             | -           | -           | -           | -           | 54     | 27     | 10     | 17     | 50,00      |             |
| dic. 2021-2022       | RB Lipsia            | BL                   | 20         | 12         | 4          | 4          | CG              | 4               | 3               | 1               | 0               | UEL                | 6                  | 3                  | 2                  | 1                  | -           | -           | -           | -           | -           | 30     | 18     | 7      | 5      | 60,00      | Sub. 4º     |
| lug.-set. 2022       | RB Lipsia            | BL                   | 5          | 1          | 2          | 2          | CG              | 1               | 1               | 0               | 0               | UCL                | 1                  | 0                  | 0                  | 1                  | SG          | 1           | 0           | 0           | 1           | 8      | 2      | 2      | 4      | 25,00      | Eson.       |
| Totale RB Lipsia     | Totale RB Lipsia     | Totale RB Lipsia     | 25         | 13         | 6          | 6          |                 | 5               | 4               | 1               | 0               |                    | 7                  | 3                  | 2                  | 2                  |             | 1           | 0           | 0           | 1           | 38     | 20     | 9      | 9      | 52,63      |             |
| Totale carriera      | Totale carriera      | Totale carriera      | 143        | 67         | 32         | 44         |                 | 19              | 13              | 2               | 4               |                    | 15                 | 6                  | 4                  | 5                  |             | 1           | 0           | 0           | 1           | 178    | 86     | 38     | 54     | 48,31      |             |

#### Nazionale
Statistiche aggiornate al 17 gennaio 2025.
| Squadra | Naz               | dal             | al              | Record | Record | Record | Record     | Record | Record | Record | Record |
| G       | V                 | N               | P               | GF     | GS     | DR     | % Vittorie |        |        |        |        |
| ------- | ----------------- | --------------- | --------------- | ------ | ------ | ------ | ---------- | ------ | ------ | ------ | ------ |
| Belgio  | Belgio (bandiera) | 8 febbraio 2023 | 17 gennaio 2025 | 24     | 12     | 6      | 6          | 41     | 19     | +22    | 50,00  |

#### Nazionale nel dettaglio
| 2023             | Belgio        | Qual. Euro 2024               | 1º nel Gruppo F, qualificato | 8  | 6  | 2 | 0 | 75,00 | 22 | 4  | +18 |
| giu.-lug. 2024   | Belgio        | Euro 2024                     | Ottavi di finale             | 4  | 1  | 1 | 2 | 25,00 | 2  | 2  | 0   |
| 2024             | Belgio        | UEFA Nations League 2024-2025 | 3º nel Gruppo 2 della Lega A | 6  | 1  | 1 | 4 | 16,67 | 6  | 9  | -3  |
| Dal 2023 al 2025 | Belgio        | Amichevoli                    |                              | 6  | 4  | 2 | 0 | 66,67 | 11 | 4  | +7  |
| Totale Belgio    | Totale Belgio | Totale Belgio                 | Totale Belgio                | 24 | 12 | 6 | 6 | 50,00 | 41 | 19 | +22 |

#### Panchine da commissario tecnico della nazionale belga
| Cronologia completa delle presenze e delle reti in nazionale ― Belgio | Cronologia completa delle presenze e delle reti in nazionale ― Belgio | Cronologia completa delle presenze e delle reti in nazionale ― Belgio | Cronologia completa delle presenze e delle reti in nazionale ― Belgio | Cronologia completa delle presenze e delle reti in nazionale ― Belgio | Cronologia completa delle presenze e delle reti in nazionale ― Belgio | Cronologia completa delle presenze e delle reti in nazionale ― Belgio | Cronologia completa delle presenze e delle reti in nazionale ― Belgio |
| Data                                                                  | Città                                                                 | In casa                                                               | Risultato                                                             | Ospiti                                                                | Competizione                                                          | Reti                                                                  | Note                                                                  |
| --------------------------------------------------------------------- | --------------------------------------------------------------------- | --------------------------------------------------------------------- | --------------------------------------------------------------------- | --------------------------------------------------------------------- | --------------------------------------------------------------------- | --------------------------------------------------------------------- | --------------------------------------------------------------------- |
| 24-3-2023                                                             | Göteborg                                                              | Svezia                                                                | 0 – 3                                                                 | Belgio                                                                | Qual. Euro 2024                                                       | 3 Romelu Lukaku                                                       | Cap: K. De Bruyne                                                     |
| 27-3-2023                                                             | Colonia                                                               | Germania                                                              | 2 – 3                                                                 | Belgio                                                                | Amichevole                                                            | Yannick Carrasco Romelu Lukaku Kevin De Bruyne                        | Cap: K. De Bruyne                                                     |
| 17-6-2023                                                             | Bruxelles                                                             | Belgio                                                                | 1 – 1                                                                 | Austria                                                               | Qual. Euro 2024                                                       | Romelu Lukaku                                                         | Cap: R. Lukaku                                                        |
| 20-6-2023                                                             | Tallinn                                                               | Estonia                                                               | 0 – 3                                                                 | Belgio                                                                | Qual. Euro 2024                                                       | 2 Romelu Lukaku Johan Bakayoko                                        | Cap: R. Lukaku                                                        |
| 9-9-2023                                                              | Baku                                                                  | Azerbaigian                                                           | 0 – 1                                                                 | Belgio                                                                | Qual. Euro 2024                                                       | Yannick Carrasco                                                      | Cap: R. Lukaku                                                        |
| 12-9-2023                                                             | Bruxelles                                                             | Belgio                                                                | 5 – 0                                                                 | Estonia                                                               | Qual. Euro 2024                                                       | Jan Vertonghen Leandro Trossard 2 Romelu Lukaku Charles De Ketelaere  | Cap: R. Lukaku                                                        |
| 13-10-2023                                                            | Vienna                                                                | Austria                                                               | 2 – 3                                                                 | Belgio                                                                | Qual. Euro 2024                                                       | 2 Dodi Lukebakio Romelu Lukaku                                        | Cap: R. Lukaku                                                        |
| 16-10-2023                                                            | Bruxelles                                                             | Belgio                                                                | 1 – 1                                                                 | Svezia                                                                | Qual. Euro 2024                                                       | Romelu Lukaku (rig.)                                                  | Cap: R. Lukaku                                                        |
| 15-11-2023                                                            | Lovanio                                                               | Belgio                                                                | 1 – 0                                                                 | Serbia                                                                | Amichevole                                                            | Yannick Carrasco                                                      | Cap: Y. Carrasco                                                      |
| 19-11-2023                                                            | Bruxelles                                                             | Belgio                                                                | 5 – 0                                                                 | Azerbaigian                                                           | Qual. Euro 2024                                                       | 4 Romelu Lukaku Leandro Trossard                                      | Cap: R. Lukaku                                                        |
| 23-3-2024                                                             | Dublino                                                               | Irlanda                                                               | 0 – 0                                                                 | Belgio                                                                | Amichevole                                                            | -                                                                     | Cap: Y. Tielemans                                                     |
| 26-3-2024                                                             | Londra                                                                | Inghilterra                                                           | 2 – 2                                                                 | Belgio                                                                | Amichevole                                                            | 2 Youri Tielemans                                                     | Cap: R. Lukaku                                                        |
| 5-6-2024                                                              | Bruxelles                                                             | Belgio                                                                | 2 – 0                                                                 | Montenegro                                                            | Amichevole                                                            | Kevin De Bruyne Leandro Trossard (rig.)                               | Cap: K. De Bruyne                                                     |
| 8-6-2024                                                              | Bruxelles                                                             | Belgio                                                                | 3 – 0                                                                 | Lussemburgo                                                           | Amichevole                                                            | 2 Romelu Lukaku (1 rig.) Leandro Trossard                             | Cap: K. De Bruyne                                                     |
| 17-6-2024                                                             | Francoforte sul Meno                                                  | Belgio                                                                | 0 – 1                                                                 | Slovacchia                                                            | Euro 2024 - 1º turno                                                  | -                                                                     | Cap: K. De Bruyne                                                     |
| 22-6-2024                                                             | Colonia                                                               | Belgio                                                                | 2 – 0                                                                 | Romania                                                               | Euro 2024 - 1º turno                                                  | Youri Tielemans Kevin De Bruyne                                       | Cap: K. De Bruyne                                                     |
| 26-6-2024                                                             | Stoccarda                                                             | Belgio                                                                | 0 – 0                                                                 | Ucraina                                                               | Euro 2024 - 1º turno                                                  | -                                                                     | Cap: K. De Bruyne                                                     |
| 1-7-2024                                                              | Düsseldorf                                                            | Francia                                                               | 1 – 0                                                                 | Belgio                                                                | Euro 2024 - Ottavi di finale                                          | -                                                                     | Cap: K. De Bruyne                                                     |
| 6-9-2024                                                              | Debrecen                                                              | Belgio                                                                | 3 – 1                                                                 | Israele                                                               | UEFA Nations League 2024-2025 - 1º turno                              | 2 Kevin De Bruyne (1 rig.) Youri Tielemans                            | Cap: K. De Bruyne                                                     |
| 9-9-2024                                                              | Décines-Charpieu                                                      | Francia                                                               | 2 – 0                                                                 | Belgio                                                                | UEFA Nations League 2024-2025 - 1º turno                              | -                                                                     | Cap: K. De Bruyne                                                     |
| 10-10-2024                                                            | Roma                                                                  | Italia                                                                | 2 – 2                                                                 | Belgio                                                                | UEFA Nations League 2024-2025 - 1º turno                              | Maxim De Cuyper Leandro Trossard                                      | Cap: Y. Tielemans                                                     |
| 14-10-2024                                                            | Bruxelles                                                             | Belgio                                                                | 1 – 2                                                                 | Francia                                                               | UEFA Nations League 2024-2025 - 1º turno                              | Loïs Openda                                                           | Cap: Y. Tielemans                                                     |
| 14-11-2024                                                            | Bruxelles                                                             | Belgio                                                                | 0 – 1                                                                 | Italia                                                                | UEFA Nations League 2024-2025 - 1º turno                              | -                                                                     | Cap: R. Lukaku                                                        |
| 17-11-2024                                                            | Budapest                                                              | Israele                                                               | 1 – 0                                                                 | Belgio                                                                | UEFA Nations League 2024-2025 - 1º turno                              | -                                                                     | Cap: T. Castagne                                                      |
| Totale                                                                |                                                                       | Presenze                                                              | 24                                                                    |                                                                       | Reti                                                                  | 41                                                                    |                                                                       |

## Palmarès

### Allenatore

#### Club
- Coppa di Germania: 1

RB Lipsia: 2021-2022